# Leproscirtus granulosus
Leproscirtus granulosus är en insektsart som först beskrevs av Karsch 1886.  Leproscirtus granulosus ingår i släktet Leproscirtus och familjen vårtbitare.

## Underarter
Arten delas in i följande underarter:
- L. g. granulosus
- L. g. aptera